# Betasyrphus serarius
Betasyrphus serarius là một loài ruồi trong họ Ruồi giả ong (Syrphidae). Loài này được Wiedemann mô tả khoa học đầu tiên năm 1830. Betasyrphus serarius phân bố ở vùng Châu Phi